# Костілья (Нью-Мексико)
Костілья (англ. Costilla) — переписна місцевість (CDP) в США, в окрузі Таос штату Нью-Мексико. Населення — 177 осіб (2020).

## Географія
Костілья розташована за координатами 36°58′43″ пн. ш. 105°32′7″ зх. д. / 36.97861° пн. ш. 105.53528° зх. д. (36.978643, -105.535269).  За даними Бюро перепису населення США в 2010 році переписна місцевість мала площу 7,91 км², уся площа — суходіл.

## Демографія
Згідно з переписом 2010 року, у переписній місцевості мешкало 205 осіб у 91 домогосподарстві у складі 50 родин. Густота населення становила 26 осіб/км².  Було 137 помешкань (17/км²).
Расовий склад населення:
| - 67,3 % — білих - 2,0 % — корінних американців - 27,3 % — осіб інших рас |

До двох чи більше рас належало 3,4 %. Частка іспаномовних становила 81,0 % від усіх жителів.
За віковим діапазоном населення розподілялося таким чином: 20,0 % — особи молодші 18 років, 61,0 % — особи у віці 18—64 років, 19,0 % — особи у віці 65 років та старші. Медіана віку мешканця становила 45,5 року. На 100 осіб жіночої статі у переписній місцевості припадало 97,1 чоловіків;  на 100 жінок у віці від 18 років та старших — 97,6 чоловіків також старших 18 років.
Цивільне працевлаштоване населення становило 43 особи. Основні галузі зайнятості: мистецтво, розваги та відпочинок — 74,4 %, освіта, охорона здоров'я та соціальна допомога — 25,6 %.